# Triphenylphosphinselenid
Triphenylphosphinselenid ist ein Derivat des Triphenylphosphins.

## Darstellung
Triphenylphosphinselenid kann durch erhitzen von Selen mit Triphenylphosphin dargestellt werden. Die dabei erhaltene Masse wird im Anschluss mit Ether gewaschen, in Schwefelkohlenstoff gelöst und in kochendem Ethanol umkristallisiert, wodurch „lange weiße Nadeln von lebhaftem Seideglanz“ erhalten werden.
{\displaystyle {\ce {(C6H5)3P + Se -> (C6H5)3PSe}}}

## Eigenschaften
Triphenylphosphinselenid bildet weiße monokline Kristalle. Diese schmelzen bei 186–189 °C und sind in diversen Lösungsmitteln gut löslich.